# Lalage
Genre
Lalage est un genre de passereaux de la famille des Campephagidae. Il regroupe vingt espèces d'oiseaux.

## Répartition
Ses membres se répartissent à travers le bassin Indo-Pacifique.

## Liste des espèces
Selon la classification de référence du Congrès ornithologique international (version 15.1, 2025) (ordre phylogénique :
- Lalage maculosa (Peale, 1849) – Échenilleur de Polynésie
- Lalage sharpei Rothschild, 1900 – Échenilleur des Samoa
- Lalage sueurii (Vieillot, 1818) – Échenilleur de Lesueur
- Lalage leucopyga (Gould, 1838) – Échenilleur pie
- Lalage tricolor (Swainson, 1825) – Échenilleur tricolore
- Lalage aurea (Temminck, 1825) – Échenilleur orangé
- Lalage atrovirens (Gray, GR, 1862) – Échenilleur papou
- Lalage leucoptera (Schlegel, 1871) – Échenilleur de Biak
- Lalage moesta Sclater, 1883 – Échenilleur des Tanimbar
- Lalage leucomela (Vigors & Horsfield, 1827) – Échenilleur varié
- Lalage conjuncta Rothschild & Hartert, 1924 – Échenilleur des Saint-Matthias
- Lalage melanoleuca (Blyth, 1861) – Échenilleur noir et blanc
- Lalage nigra (Forster, JR, 1781) – Échenilleur térat
- Lalage leucopygialis Walden, 1872 – Échenilleur de Walden
- Lalage melaschistos (Hodgson, 1836) — Échenilleur ardoisé
- Lalage melanoptera (Rüppell, 1839) — Échenilleur à tête noire
- Lalage polioptera (Sharpe, 1878) — Échenilleur indochinois
- Lalage fimbriata (Temminck, 1824) — Échenilleur frangé
- Lalage typica (Hartlaub, 1865) — Échenilleur de Maurice
- Lalage newtoni (Pollen, 1866) — Échenilleur de la Réunion

## Taxonomie
Sur des bases phylogéniques, la classification de référence du Congrès ornithologique international (version 8.2, 2018) a rattaché à ce genre six espèces qui faisaient auparavant partie du genre Coracina.